# Le Thuit-Signol
 Le Thuit-Signol  là một xã thuộc tỉnh Eure trong vùng Normandie miền bắc nước Pháp.

## Huy hiệu
| Arms of Le Thuit-Signol | The arms of Le Thuit-Signol are blazoned: Or, a lion azure, armed and langued gules. |